# Szir-darja
A Szir-darja (az ókorban ógörögül Ἰαξάρτης [Iaxartész], kazahul Сырдария [Szirdarija], tádzsikul Сирдарё [Szirdarjo], üzbégül Sirdaryo, perzsául سيردريا [Szirdarja vagy Szirdarjo]) egyike Közép-Ázsia két leghosszabb folyójának Üzbegisztán, Tádzsikisztán és Kazahsztán  területén.

## Neve
Ókori görög neve Iaxartész. A középkori muszlim források Szajhun névvel említik, mint a bibliai Édenkert négy nagy folyójának egyikét.
Mai nemzetközi nevét keleten régóta használják, másutt azonban csak a 20. század elejétől terjedt el, korábban ókori görög neve különböző változatain ismerték.

## Leírása

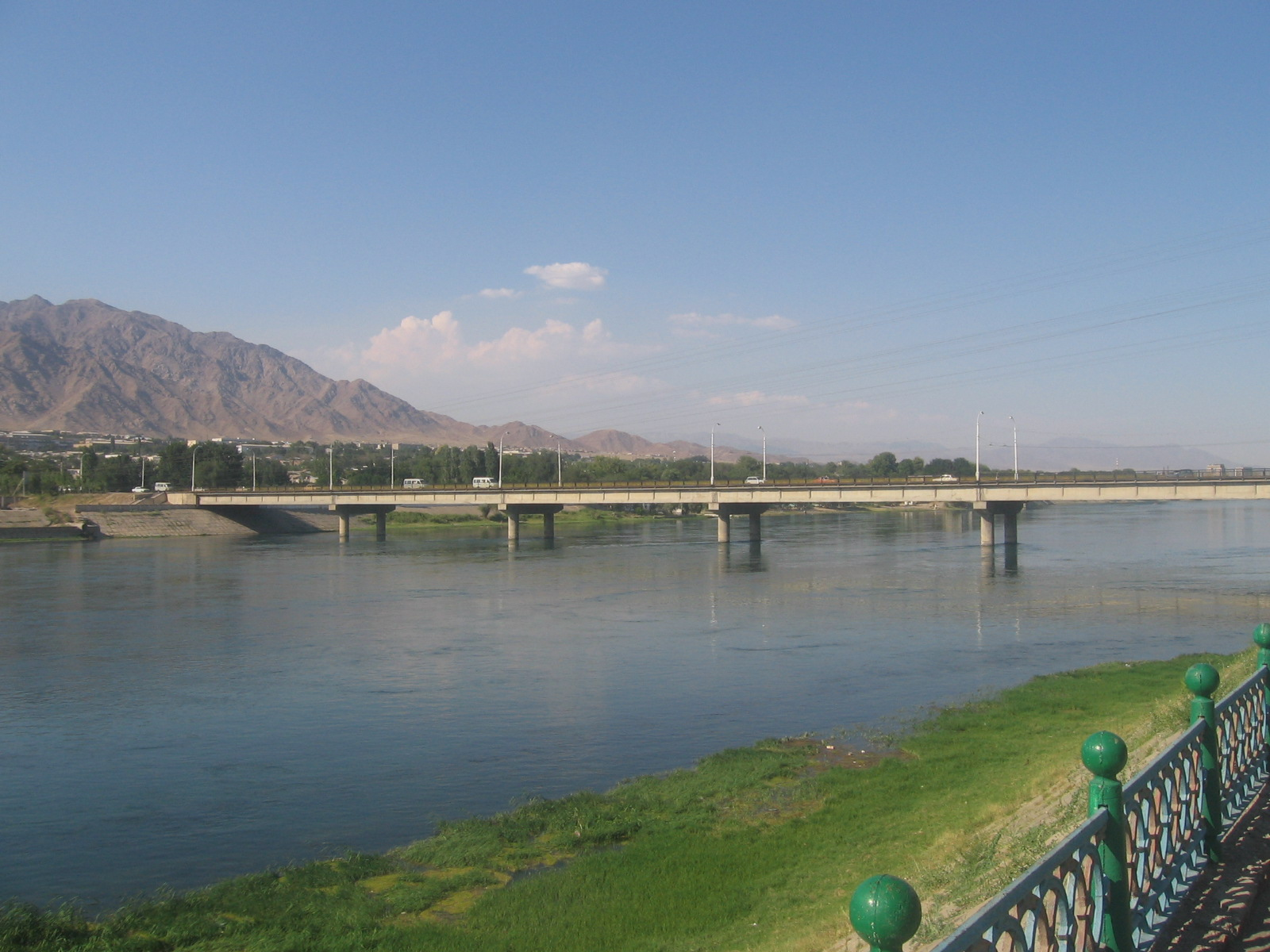
A Szir-darja Hudzsandnál

A Tien-san hegységben eredő folyók, a Narin és a Kara-darja találkozásával jön létre Üzbegisztánban, a Ferganai-medence keleti részében. (A Narin Kirgizisztánban, a Kara-darja Üzbegisztán keleti részében ered.) 
A Szir-darja a Ferganai-medencében nyugati irányban. Egy darabon határfolyó Üzbegisztán és Tádzsikisztán között, majd Tádzsikisztánban a Kajrokkumi-víztározóba folyik. Hudzsand után visszatér Üzbegisztánba és északnak fordul, azután a Turáni-alföldre kiérve északnyugatra. Felveszi jobbról a Chirchiq [Csircsik] folyót és átlép Kazahsztánba. Ezután beleömlik a Sardarai-víztározóba, utána északnak tart és felveszi jobbról az Arisz folyó vizét. Északnyugati irányban halad az Aral-tó felé, amelynek északi maradványába ömlik kelet felől.
Ha felső folyásának tekintjük a Narin folyót, a Szir-darja Közép-Ázsiában a leghosszabb, mintegy 3019 kilométer – a Narin nélkül 2212 kilométer – de kevesebb vizet szállít az Amu-darjánál (a torkolat közelében átlagos vízhozama 1180 m³/másodperc). A Ferganai-medencében több mellékfolyójának a vize az intenzív öntözés miatt ma már nem éri el a Szir-darját. 
Vízgyűjtő területének nagysága nem pontosan felmért, felső folyása 462 000 km²-es terület folyója. A teljes vízgyűjtő mintegy 800 000 km², kilenc magyarországnyi terület lehet, de ennek nem több, mint negyedéből jut valóban víz a folyóba.

### Víztározók
- Kajrokkumi-víztározó (Tádzsikisztán)
- Sardarai-víztározó (Kazahsztán és Üzbegisztán)

### Települések a folyó mentén
- Dzsumasuj (Üzbegisztán)
- Hudzsand (Tádzsikisztán)
- Zsanakorgan (Kazahsztán)
- Kizilorda (Kazahsztán)
- Bajkonur (Kazahsztán)

## A történelemben
A Szir-darja volt keleten a makedón Nagy Sándor hódításainak északi határa. Sok történész szerint itt alapította Kr. e. 329-ben állandó helyőrségi székhelynek Alexandria Eszkháte városát, a mai tádzsik Hudzsand elődjét. Valójában csak új nevet adott a Nagy Kürosz perzsa uralkodó által két évszázaddal korábban alapított Küropolisznak, és talán hozzá is építtetett a városhoz.

## Fordítás
Ez a szócikk részben vagy egészben  a   Syr Darya című angol Wikipédia-szócikk ezen változatának fordításán alapul.  Az eredeti cikk szerkesztőit annak laptörténete sorolja fel. Ez a jelzés csupán a megfogalmazás eredetét és a szerzői jogokat jelzi, nem szolgál a cikkben szereplő információk forrásmegjelöléseként.